# Anđeli u islamu
Anđeli u islamu se nazivaju melecima (arap. الملك, al-malak, tur. melek, što znači "poslanik"). To su časna stvorenja koja je Alah stvorio od svjetlosti (nur), da bi Ga slavili i pokorno Mu izvršavali određene dužnosti kojima ih je zadužio, vezane za održavanje svemira, bilježenje ljudskih djela, donošenje dobrih misli, zaštitu vjernika i sl. Za razliku od ljudi i džinova koji imaju slobodnu volju da čine dobro ili zlo, anđeli nemaju slobodnu volju, nisu se sposobni oduprijeti Božjim naredbama, a mogu činiti samo dobro.
Vjerovanje u anđele jeste druga temeljna istina islamskog vjerovanja (akida).

## Osobine i priroda anđela u islamu
Meleci, anđeli u islamu, su ljudskom oku nevidljiva, duhovna bića stvorena od čiste svjetlosti (nur). Kako nisu materijalna bića, dimenzija prostora i vremena na njih nemaju utjecaja, pa se mogu odjednom pojaviti na više mjesta i obići Zemlju, nebo i udaljene dijelove svemira za kratko vrijeme. Nisu muškog niti ženskog spola. Nemaju potrebe za hranom ili pićem. Život provode služeći Alahu i slaveći Ga, i to im predstavlja radost i zadovoljstvo. Po Božjoj odredbi se mogu pojaviti i u ljudskom obliku. Stvoreni su različitih oblika i veličina, s jednim ili više parova krila. Vrlo su brza i snažna stvorenja. Meleci su također bića fizičke i duhovne čistoće, tako da se ljudima ne približavaju kada obavljaju fiziološke potrebe i imaju snošaj, ne prilaze ljudima koji imaju tetovažu, te ne ulaze u kuće u kojima ima alkohola, pasa ili kipova i slika ljudi i životinja. O prirodi anđela u islamu saznajemo iz Kurana, propovijedi Poslanika Muhameda i djela islamskih učenjaka i pobožnjaka.

### Kuran o anđelima
Kuran potvrđuje da anđeli imaju krila, u prvom ajetu sure En-Nedžm:
Hvaljen neka je Alah, Stvoritelj nebesa i Zemlje, koji meleke s po dva, tri i četiri krila čini izaslanicima; On onome što stvara dodaje što hoće, On, uistinu, sve može.
Poznato je i da anđeo Džibril ima čak 300 stotine parova, dakle 600 krila.
U Kuranu se navodi i da su anđeli izuzetno lijepa i snažna bića, u 5. i 6 ajetu sure En-Nedžm, gdje se opisuje anđeo Džibril koji podučava Proroka Muhameda:
...uči ga jedan ogromne snage,
razboriti, koji se pojavio u liku svome,...
Ibn Abbas je, tumačeći ajet "razboriti, koji se pojavio u liku svome" rekao da se to odnosi na njegov lijep izgled.
Kuran također potvrđuje da anđeli imaju svoju hijerarhiju i da se razlikuju po svojim stupnjevima kod Boga, no točna hijerarhija anđela u islamu nije poznata. Anđeli se oglašavaju u 164. i 165. ajetu sure Es-Saffat riječima:
(Anđeli govore:) "Svakome od nas mjesto je određeno!
Mi smo u redove poredani!"
Arapi su, prije pojave islama, vjerovali da su anđeli Alahove kćeri. Kuran ovo vjerovanje opovrgava i navodi da je besmisleno da oni Alahu pripisuju kćeri, a sami ih ne žele. Naime, za Arape je tada rođenje kćeri značilo veliku sramotu i gubitak časti, pa su svoje novorođene kćeri žive zakopavali u pustinjski pijesak. O tome se govori u suri Es-Saffat, ajetima 149. i 150.:
A upitaj ih: 'Zar su za Gospodina tvog - kćeri, a za njih (Arape) - sinovi,
zar smo u nihovom prisustvu anđele kao žene stvorili?
U Kuranu stoji da anđeli neprestano slave Boga i da im to nikada ne dosadi, jer je to i smisao njihova postojanja, u suri Fussilet, 38. ajet:
A ako oni neće da te poslušaju, - pa, oni koji su kod Gospodina tvoga hvale Ga i noću i danju i ne dosađuju se.
Slave Ga noću i danju, ne posustaju (El-Enbija, 20.)
Islam naučava da anđeli prate ljude i bilježe njihova djela, pa je jedna od manifestacija vjerovanja u anđele i stalna svijest vjernika o njihovoj pratnji. To potvrđuju 10., 11. i 12. ajet sure El-Infitar:
Uz vas su pratioci:
Plemeniti pisari,
koji znaju što vi radite...
Anđeli nose Božje prijestolje (Arš), i okružuju ga, slaveći i hvaleći Boga. Ovo je istaknuto u 7. ajetu sure El-Mu'min:
Anđeli, koji nose Božje prijestolje (Arš) i oni oko Arša, slave i hvale Gospodina svoga, vjeruju u Njega i mole Ga za oprost grijeha vjernicima
Anđeli će na budućem svijetu vjernike lijepo dočekivati i pozdravljati ih, o čemu govore 23. i 24. ajet sure Er-Rad:
Anđeli će dolaziti vjernicima na sva vrata i pozdravljati ih:
"Selamun alejkum!" - Neka je mir i spas vama zato što ste strpljivi bili. Divno li je (to vaše) najljepše prebivalište (Raj)

#### Poslanik Muhamed o anđelima
Poslanik Muhamed je prvi iznio podatak da su anđeli stvoreni od svjetla rekavši:
"Anđeli su stvoreni od svjetlosti, kao što su i džini od bezdimne vatre, a ljudi od onoga o čemu vam je već rečeno!"
On je također upozorio svoje sljedbenike na stalnu pratnju anđela:
"Anđeli su uvijek uz vas, osim kada imate snošaj i obavljate prirodne (fiziološke) potrebe, pa imajte stida prema njima i cijenite ih."
"Svakoga dana, kada svane, silaze dva anđela i jedan od njih kaže: 'Dragi Alahu, Ti podari blagoslov u imutku onoga tko ga udjeljuje!', a drugi veli: 'Dragi Alahu, Ti upropasti imutak onoga tko ga ne dijeli!'"
Muhamed je mnogo govorio o anđelima, pa je jednom prilikom spomenuo i anđele Dardail - Putnike:
"Uzvišeni Bog ima anđele koji prolaze putovima i traže vjernike koji Alaha spominju i slave, pa kada nađu skup vjernika koji Alaha spominju, dozivaju jedni druge: 'Brzo, dođite na ono što želite!' Zatim ovi anđeli opkole vjernike i poredaju se u visinu najbližeg neba."

#### Islamski učenjaci o anđelima
Tradicionalist Ibn Madže iz 9. stoljeća kaže o melecima:

"Vjeruje se da su meleci od jednostavne supstance (stvoreni od svjetla), nadahnuti životom, govorom i razumom, a razlika između njih, džina i šejtana jest u vrsti. Znaj da su meleci čisti od žudnje i ometanja bijesa. Nikad nisu neposlušni Bogu u onom što im naredi, i rade ono što im se naredi. Hrana im je veličanje Njegove slave, piće im je objavljivanje Njegove svetosti; razgovor, zajedničko sjećanje na Boga, neka je uzvišeno Njegovo ime; njihovo zadovoljstvo jeste Njegovo obožavanje. Stvoreni su u različitim oblicima s različitim sposobnostima."  

U svome poznatom djelu Igasetul lehfan, čuveni islamski učenjak Ibn Kajjim al Dževzi kaže:

"A meleci, koji su zaduženi za čovjeka od samog njegova začeća do smrti, imaju drugi odnos prema njemu. Oni su zaduženi da ga oblikuju i pretvaraju iz jednog oblika u drugi, dok ga ne načine u najsavršenijem liku, da ga čuvaju "u dubinama trijau tmina", da mu zapišu njegovu opskrbu i djela (kakva će mu biti), datum i trenutak njegove smrti, dali će biti sretan ili nesretan i da ga stalno prate u svim situacijama. Bilježe sve njegove riječi i svako njegovo djelo, čuvaju ga tokom života i dušu mu uzmu prilikom smrti, te ju odvedu pred njezinog Gospodara i Tvorca. Oni su zaduženi i da ga kažnjavaju ili nagrađuju u zagrobnom životu i poslije uskrsnuća; zaduženi su za uporabu oruđa užitka i kazne. Oni jačaju čovjeka - vjernika Alahovom dozvolom i poučavaju ga onome što će mu koristiti; bore se braneći ga i oni su mu zaštitnici i na ovome i na budućem svijetu. Oni ga upućuju na dobro i na njega ga pozivaju, a odvraćaju ga od zla i na njega upozoravaju. Oni su mu, dakle, istinski pomagači i zaštitnici, čuvari i učitelji, savjetodavci, i oni koji mole i traže oprosta za njega. Oni mole spokoj njemu, sve dok je u pokornosti svome Gospodaru i dok druge poučava dobru. Oni mu donose radosne vijesti o počasti koja ga čeka kod Gospodara njegova, prilikom sna, smrti i uskrsnuća. Oni ga pozivaju na skromnost na ovom svijetu i davanje prednosti onom svijetu. Oni ga opominju kada zaboravi, pokreću ga kada se ulijeni i hrabre ga kada se uplaši. Oni rade za njegovo dobro na ovom i na budućem svijetu. Oni su, dakle, Alahovi izaslanici, zaduženi za njegovo stvaranje, i sve što je za njega vezano, i oni su njegovi veleposlanici ljudima; spuštaju se po Njegovom naređenju na sve dijelove svijeta i k Njemu se uzdižu, isto tako, po Njegovom naređenju."

## Poznati anđeli u islamu
Anđela ima mnogo i njihov broj je jedna od stvari poznatih samo Bogu. Ljudima poznati anđeli su spomenuti u svetoj knjizi islama - Kuranu, a o njima je mnogo govorio i Prorok Muhamed. Poznati anđeli u islamu su četiri velika anđela i mnogi drugi.

### Četiri velika anđela
Četiri velika, najodabranija anđela su:
- Džibril (biblijski: Gabrijel), zadužen za dostavljanje objave od Alaha onome koga On izabere za svoga vjerovjesnika ili poslanika, te za sprovođenje Alahovog bijesa nad nevjerničkim narodima koji su se oglušili na pozive Njegovih vjerovjesnika u djelo, vođa je svih anđela;
- Azrail, poznat i kao Melek smrti (biblijski: Azrael), zadužen za uzimanje duša u času smrtnom;
- Mikail (biblijski: Mihael) je, zajedno sa svojim anđelima pomoćnicima, zadužen za sve pojave i procese u svemiru i prirodi vezane za živi i neživi svijet, kao što su: kretanje galaksija, zvijezda i planeta, puhanje vjetrova, kretanje oblaka, padanje kiše i ostalih padalina, zatim za oplodnju, nicanje, rast i razvoj biljaka, određivanje boje, veličine i okusa biljaka i plodova;
- Israfil (biblijski: Rafael) je anđeo čije će puhanje u rog Sur označiti uništenje svemira na kraju vremena, tj. Sudnji dan u islamu, a zatim ponovnim puhanjem najavit će ponovno proživljenje mrtvih i Sudnji dan.

#### Ostali poznati anđeli
Ostali poznati anđeli u islamu su:
- Hamelei Arš, ime im znači "Nositelji Prijestolja", osam najvećih anđela zaduženih za nošenje Arša - Prijestolja Božjega;
- Hafaza su anđeli čuvari:

- Kiramen-katibin, ime im znači "Plemeniti Pisari", su u parovima, a bilježe djela svih ljudi i donose im dobre misli, tako što prvi, Rakib, čovjeka prati s desne strane i bilježi njegova dobra djela, a drugi, Atid, ga prati s lijeve strane i bilježi mu loša djela u knjigu koju će tome čovjeku uručiti kada bude odgovarao Alahu za svoja djela na Sudnjem danu;
- Muakibet, ime im znači "Zaštitnici", su anđeli koji ljudima donose blagoslove Božje (berekat) i čuvaju ih od smrti do časa u kome im je ona određena, jedan ide ispred, a drugi iza čovjeka;

- Munkir i Nekir dužni su ispitati svakog mrtvaca u grobu tko mu je Bog, tko mu je poslanik i koja mu je Objava, ako za odgovor pustiti ga na miru, a ako ne zna odgovor pretući ga vatrenim maljevima;
- Ridvan je upravitelj Dženneta, odnosno Raja, čuvar njegovih dveri i narenik džennetskih bića;
- Malik je upravitelj Džehennema, odnosno Pakla, čuvar njegovih dveri i narednik melecima zaduženima za mučenje kažnjenika - Zebanijama;
- Zebanije su 19 anđela zaduženih za mučenje grješnika u Paklu;
- Dardail, ime im znači "Putnici", su anđeli koji putuju Zemljom tražeći ljude koji spominju Alaha i slave Ga, skupljaju se kod njih, te ih čuvaju od zlih sila;
- Harut i Marut, zaduženi za iskušavanje ljudi sihirima (urocima), te mnogi drugi anđeli zaduženi za održavanje svemira, ili jednostavno bez prestanka veličaju i slave Alaha, čiji je broj poznat samo Njemu.

#### Broj anđela
Anđela ima mnogo i njihov broj je jedna od stvari poznatih samo Bogu - gajb. O brojnosti anđela govore i Muhamedova saznanja na Miradžu, njegovom uznesenju na nebo, gdje je vidio Bejtul-Ma'mur ("Hram pun poklonika") u kome svaki dan klanja 70 tisuća anđela, koji se zatim u njega nikada više ne vrate (zbog bojnosti anđela). Tom prilikom je vidio i zastrašujući Pakao (Džehennem), za koga je rekao da ima 70 tisuća povodaca i na svakom od njih 70 tisuća anđela koji ga vuku.